# Пошта, Шандор
Шандор Пошта (венг. Pósta Sándor; 25 сентября 1888, Панд, Австро-Венгрия, — 4 ноября 1952, Будапешт, Венгрия) — венгерский фехтовальщик, олимпийский чемпион.
Шандор Пошта родился в 1888 году в деревне Панд (в современном медье Пешт). Обучался в школе высшей ступени в городе Бая, затем поступил в медицинское училище в Коложваре. Однако как учёбу, так и начавшуюся спортивную карьеру прервала Первая мировая война. На фронте он получил ранение в бедро, однако хирургическая операция в Вене позволила ему вернуться к нормальной жизни и возобновить занятия спортом.
В начале 1920-х годов он дважды выиграл чемпионат Венгрии, а также совершил турне по Италии. В 1924 году на Олимпийских играх в Париже Шандор Пошта, сумевший стать участником благодаря спонсорской поддержке города Бая, завоевал золотую, серебряную и бронзовую медали.
По окончании университета Шандор Пошта стал дантистом, помимо этого также поработал в качестве спортивного журналиста, играл в театре.